# NGC 4854
NGC 4854 é uma galáxia lenticular (SB0) localizada na direcção da constelação de Coma Berenices. Possui uma declinação de +27° 40' 27" e uma ascensão recta de 12 horas, 58 minutos e 47,6 segundos.
A galáxia NGC 4854 foi descoberta em 24 de Abril de 1865 por Heinrich Louis d'Arrest.